# Jahanbakht Tofigh
Jahanbakht Tofigh (persisch جهانبخت توفيق, * 9. Februar 1931; † 1970) war ein iranischer Freistilringer.
Tofigh trat bei den Olympischen Sommerspielen 1952 in Helsinki in der Gewichtsklasse „Leichtgewicht (67 kg)“ an und gewann hinter Jay Thomas Evans (USA) und Olle Anderberg (Schweden) die Bronzemedaille.
Bei den Weltmeisterschaften 1954 in Tokio startete er wieder im freien Stil an und wurde Weltmeister im Leichtgewicht.
Jahanbakht Tofigh gewann noch eine Silbermedaille im Mittelgewicht (73 kg) bei den Asienspielen des Jahres 1958, die in Tokio stattfanden.